# Тамбура
Тамбура̀та е музикален инструмент от групата на струнните инструменти.
Характерен е за България, особено за югоизточните части и Пиринско, Северна Македония и Балканските страни. Сходен е с близкоизточните инструменти от Узбекистан и Казахстан, познати с имената танбур, тамбур, шаркия, будурк.
Тамбурата е народен струнен музикален инструмент с крушовиден корпус, изработван от явор или круша, с размери 22 – 45 см дължина, 12 – 26 см ширина и 9 – 20 см дебелина. Горната дъска е с дебелина 3 мм и е направена от смърч. Върху нея са изрязани 2 звукови отвора с диаметър 1,5 – 2 см. Срещат се тамбури и с 1 отвор, но тогава той е с по-големи размери. Грифът е тесен приблизително като при цигулката, но доста по-дълъг. В горната му част се намират ключовете (чивии, клечки) с които се настройва инструментът и които обикновено имат Т-образна форма. Близо до звуковия отвор е поставено магаренцето, върху което се опъват струните. Всички те са метални, като дебелината им отговаря приблизително на струна „е“ при цигулката и мандолината. Звукоизвличането става чрез плектрум (перце).
Опитите, правени от някои народни ансамбли да заменят тънките струни с по-дебели, не дават добри резултати, тъй като се губи характерната нежност на звука на тамбурата. Най-старите инструменти имат по 2 единични струни, а по-новите – 2 двойни, 2 тройни и даже понякога, макар и рядко, и 3 четворни. Най-често срещаната тамбура е с 2 двойни струни и 18 позиции на грифа, подредени по полутонове. Настройването става по няколко начина:
- Първа група – с1-с1, втора – g-c1
- Първа група – с1-с1, втора – f-c1
- Първа група – с1-с1, втора – g-g
- Първа група – с1-с1, втора – f-f

Тоновият обем най-често е от g на малката до g на втора октава.